# USS Cushing (DD-797)
USS Cushing (DD-797) là một tàu khu trục lớp Fletcher được Hải quân Hoa Kỳ chế tạo trong Chiến tranh Thế giới thứ hai. Nó là chiếc tàu chiến thứ tư của Hải quân Mỹ được đặt theo tên Trung tá Hải quân William Barker Cushing (1842–1874) người tham gia cuộc Nội chiến Hoa Kỳ. Nó đã hoạt động cho đến hết Thế Chiến II, ngừng hoạt động một thời gian ngắn, rồi tái biên chế trở lại năm 1951 và tiếp tục phục vụ trong Chiến tranh Triều Tiên và sau đó cho đến năm 1960. Con tàu được chuyển cho Brazil năm 1961, và hoạt động như là chiếc Paraná (D29) cho đến khi bị tháo dỡ năm 1982. Cushing được tặng thưởng sáu Ngôi sao Chiến trận do thành tích phục vụ trong Thế Chiến II, và thêm hai Ngôi sao Chiến trận khác khi hoạt động tại Triều Tiên.

## Thiết kế và chế tạo
Cushing được đặt lườn tại xưởng tàu của hãng Bethlehem Steel Company ở Staten Island, New York vào ngày 3 tháng 5 năm 1943. Nó được hạ thủy vào ngày 30 tháng 9 năm 1943; được đỡ đầu bởi cô Katherine A. Cushing, con gái Trung tá Cushing, và nhập biên chế vào ngày 17 tháng 1 năm 1944 dưới quyền chỉ huy của Trung tá Hải quân Louis F. Volk.

## Lịch sử hoạt động

### 1944
Cushing khởi hành từ Norfolk, Virginia vào ngày 5 tháng 5 năm 1944 để đi sang vùng bờ Tây, và tiến hành huấn luyện tại San Diego, California và Trân Châu Cảng trước khi hộ tống một đoàn tàu vận tải đi Eniwetok thuộc quần đảo Marshall. Nó quay trở lại Bremerton, Washington để được nâng cấp vũ khí chống tàu ngầm, rồi lên đường để gia nhập Đệ Ngũ hạm đội tại Eniwetok vào ngày 24 tháng 8, nhằm chuẩn bị tham gia Chiến dịch quần đảo Mariana và Palau.
Cushing đã hộ tống cho các tàu sân bay trong các hoạt động không kích xuống Mindanao, Samar, Cebu và Negros thuộc Philippines, rồi hỗ trợ cho lực lượng trên bộ trong Trận Angaur vào ngày 17 tháng 9. Nó quay trở lại thành phần hộ tống cho các tàu sân bay nhanh cho những chiến dịch không kích tiếp theo xuống Đài Loan, Manila và phía Bắc Luzon, nhằm vô hiệu hóa các căn cứ không lực Nhật Bản hỗ trợ cho Chiến dịch tái chiếm Philippines; chiếc tàu khu trục đã trợ giúp cứu vớt những phi công bị bắn rơi. Hỏa lực phòng không của nó cũng đã góp công bắn rơi ít nhất một máy bay đối phương trong những đợt không kích nặng nề vào ngày 24 tháng 10, trong khuôn khổ Trận chiến vịnh Leyte, trước khi nó rút lui về đảo san hô Ulithi thuộc quần đảo Caroline vào ngày 22 tháng 11 để được tiếp liệu và nghỉ ngơi.
Vào ngày 10 tháng 12, Cushing gia nhập Lực lượng Đặc nhiệm 38, lực lượng tàu sân bay nhanh trực thuộc Đệ Tam hạm đội cho các cuộc không kích xuống Luzon. Lực lượng đã chịu đựng cơn bão Cobra vào ngày 18 tháng 12 vốn đã nhấn chìm ba tàu khu trục và gây hư hại đáng kể cho nhiều tàu chiến khác. Nó giúp vào việc tìm kiếm những người sống sót sau cơn bão rồi quay trở về Ulithi để sửa chữa.

### 1945
Cushing gia nhập trở lại lực lượng đặc nhiệm vào ngày 1 tháng 1 năm 1945 cho những hoạt động không kích xuống Đài Loan, Đông Dương thuộc Pháp, dọc bờ biển phía Nam Trung Quốc và cuối cùng là Philippines cho đến ngày 28 tháng 1. Nó lại tham gia Lực lượng Đặc nhiệm 58, lực lượng tàu sân bay nhanh trực thuộc Đệ Ngũ hạm đội cho các cuộc không kích xuống các đảo chính quốc Nhật Bản.
Cushing đảm nhiệm vai trò cột mốc radar canh phòng, hỗ trợ cho máy bay tiêm kích tuần tra chiến đấu trên không (CAP) đánh chặn máy bay Nhật tìm cách xâm nhập hàng rào phòng thủ tấn công các tàu sân bay. Nó đã hộ tống các tàu sân bay trong những đợt không kích mở màn lên Iwo Jima và Okinawa, và tham gia các đợt bắn phá nhằm vô hiệu hóa hệ thống phòng ngự trên bờ của đối phương tại Okinawa. Phục vụ như cột mốc radar canh phòng trong Trận Okinawa, nó dẫn đường cho máy bay CAP ngăn chặn nhiều lượt tấn công tự sát của máy bay Kamikaze đối phương. Sau một đợt tiếp liệu tại Leyte vào tháng 6, nó lại tham gia cùng các tàu sân bay cho các đợt không kích lên khu vực Tokyo cho đến khi chiến tranh kết thúc. Thả neo tại Sagami Wan vào ngày 27 tháng 8, nó phục vụ như tàu kiểm soát lối ra vào cảng cho lực lượng chiếm đóng cho đến khi lên đường quay trở về nhà. Chiếc tàu khu trục về đến Bremerton vào ngày 20 tháng 11, 1945, rồi được cho xuất biên chế vào ngày 3 tháng 2, 1947, được đưa về Hạm đội Dự bị Thái Bình Dương tại Long Beach, California.

### 1951 – 1960
Được cho nhập biên chế trở lại vào ngày 17 tháng 8, 1951, Cushing khởi hành từ Long Beach vào ngày 15 tháng 11, đi đến Norfolk, Virginia vào ngày 30 tháng 11 để gia nhập Hạm đội Đại Tây Dương. Nó thực tập huấn luyện tại Đại Tây Dương và vùng biển Caribe trước khi rời Norfolk vào ngày 7 tháng 1, 1953 để gia nhập Lực lượng Đặc nhiệm 77 đang hoạt động ngoài khơi Triều Tiên trong vai trò tàu canh phòng máy bay. Trong các ngày 2 và 3 tháng 6, nó bắn phá Hodo Pando, Bắc Triều Tiên. Nó viếng thăm Manila, Singapore, Colombo, Aden, Piraeus, Genoa, Cannes và Algiers trước khi quay trở về Norfolk vào ngày 22 tháng 8, hoàn tất một chuyến đi vòng quanh thế giới. Chiếc tàu khu trục thực tập chống tàu ngầm và huấn luyện hải quân dự bị tại vùng bờ Đông cho đến năm 1954, khi nó thực hiện một chuyến đi sang Địa Trung Hải; rồi nó lại được điều động sang Hạm đội Thái Bình Dương, đi đến Long Beach vào ngày 26 tháng 1, 1955.
Trong những lượt được bố trí sang Viễn Đông vào các năm 1955, 1956, 1957-58 và 1959-60, Cushing phục vụ như tàu canh phòng máy bay và tham gia các cuộc thực tập tìm diệt tàu ngầm cùng Lực lượng Đặc nhiệm 77, tuần tra tại eo biển Đài Loan và viếng thăm hữu nghị nhiều cảng trong khu vực. Khi quay trở lại vùng bờ Tây giữa các đợt bố trí, nó thực tập phòng không và chống tàu ngầm cũng như huấn luyện học viên sĩ quan và hải quân dự bị. Cảng nhà của nó được chuyển đến Charleston, South Carolina vào tháng 10, 1960, và chiếc tàu khu trục chuyển sang hoạt động tại vùng bờ Đông. Một lần nữa nó lại được cho xuất biên chế tại Norfolk vào ngày 8 tháng 11, 1960.

### NAEParaña(D29)
Cushing được chuyển cho Brazil vào ngày 20 tháng 7, 1961. Nó phục vụ cùng Hải quân Brazil như là chiếc Parañaná (D29), cho đến khi ngừng hoạt động vào ngày 1 tháng 8, 1973, và bị tháo dỡ vào tháng 2, 1982.

## Phần thưởng
Cushing được tặng thưởng sáu Ngôi sao Chiến trận do thành tích phục vụ trong Thế Chiến II, và thêm hai Ngôi sao Chiến trận khác khi hoạt động tại Triều Tiên.